# ミード (天体望遠鏡メーカー)

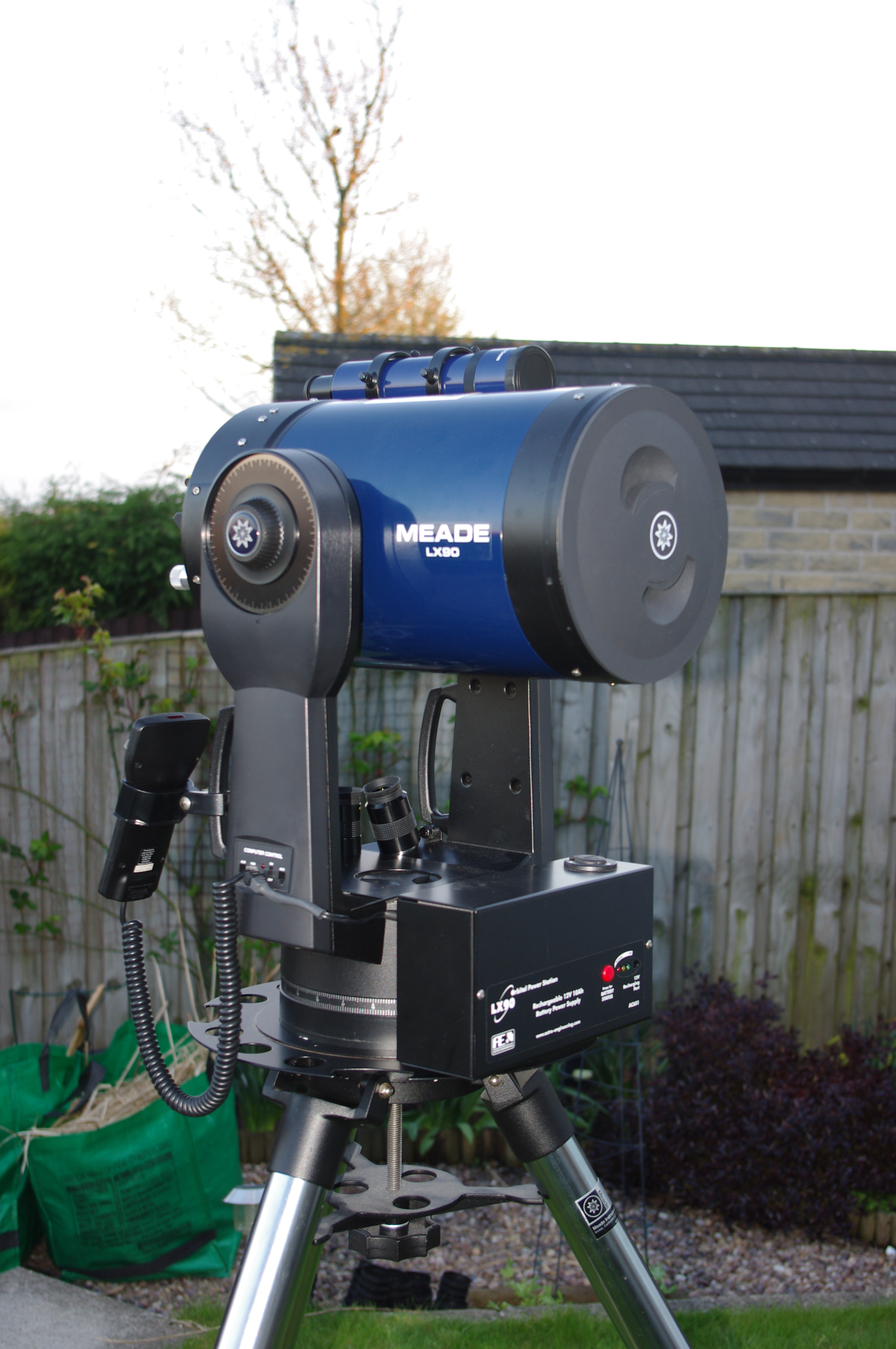
Meade LX90

ミード（Meade Instruments 、NASDAQ: MEAD）は、アメリカ合衆国カリフォルニア州アーバイン市にある1972年設立の世界最大の天体望遠鏡メーカー。天体の自動導入、自動追尾などの高度な技術を積極的に取り入れてきた。ETXシリーズなどが有名。
日本での販売、保証、修理等は代理店のケンコー・トキナー及びジズコの2社が行っている。
オハイオ州にかつて存在した紙製品・文房具メーカーの「ミード」とは無関係。
2024年7月、スカイ・アンド・テレスコープ誌は、ミード・インストゥルメンツとオライオン・テレスコープの所有者であるオプトロニック・テクノロジーズがカリフォルニアの施設を閉鎖し、従業員全員を解雇したと報じた。7月15日時点で同社からの公式発表はなく、S&Tは情報源からさらに情報を得ようとしていると述べた。2024年12月時点で、スカイ&テレスコープのウェブサイトは、ミード、コロナド、オライオン・テレスコープス・双眼鏡の資産がオークションにかけられ、これらの企業が事業を停止すると発表した。

## 歴史
1972年、ジョン・ディーベル（en:John Diebel ）によって小型反射式望遠鏡の通信販売の店として創業した。まもなく彼は大型の反射望遠鏡を扱うようになり、1978年にはシュミットカセグレンに参入した。 ミード社は成長を続け、世界最大の望遠鏡製造会社になった。

## 製造品目
ミードの製品を示す:
- 双眼鏡
- 顕微鏡
- スポッティングスコープ
- 屈折式望遠鏡（5と6インチ）
- シュミットカセグレン式望遠鏡（8 ~ 12インチ; LX-90 モデルのみ）
- シュミットニュートン式望遠鏡en:Schmidt-Newton telescope（6 ~ 10 インチ）
- LX200-ACF
- ETX シリーズ マクストフ・カセグレン式望遠鏡　(90mm~125mm)
- "トラス-チューブ" ドブソニアン望遠鏡（2008年現在は8, 10, 12と16-インチモデル）
- 冷却CCDカメラ
- mySKY マルチメディアGPSデバイスで使用者を空へ案内する。

多くのミードの望遠鏡はコンピュータ制御で天体の導入ができるようになっている赤道儀や経緯台がある。その技術はGoTo(en)と称される。
5000シリーズの接眼レンズはニューヨーク州のチェスターを拠点とするテレビュー社(en:Televue)のナグラー（82度視野）、パンオプティック（Panoptic 68度視野） と ラジアン（Radian 60度視野）と同等である。